# Чачин, Виктор Николаевич

Могила В. Н. Чачина

Виктор Николаевич Чачин (бел. Віктар Мікалаевіч Чачын, 25 января 1930, Гомель, Гомельская область, СССР — 6 июня 1994 года, ?) — советский и белорусский учёный в области технологии машиностроения, академик Национальной академии наук Белоруссии, доктор технических наук, заслуженный деятель науки БССР, депутат Минского городского Совета народных депутатов трудящихся.

## Биография
Родился в Гомеле 25 января 1930 г.
Окончил Белорусский политехнический институт (1952). Был направлен на работу в Оршу на завод швейных машин, где работал до 1955 г. сначала мастером, а затем заместителем начальника цеха.
С 1958 г. в Физико-техническом институте АН БССР. В 1960 г. защитил кандидатскую диссертацию. С 1962 г. заместитель директора по научной работе, с 1970 по 1983 г.  директор института и одновременно (с 1969 г.) заведующий лабораторией физико-химической механики.
В 1973 г. защитил докторскую диссертацию. В 1974 г. избран членом-корреспондентом АН БССР. С 1980 г. академик АН БССР. В 1983 году присвоено звание «Заслуженный деятель науки БССР».
В 1983-1994 гг. ректор Белорусского политехнического института (с 1991 г. — Белорусская политехническая академия, ныне Белорусский национальный технический университет).
В 1994 умер. Похоронен на Восточном кладбище Минска.

## Научная деятельность
Основное направление научной деятельности — обработка машиностроительных материалов. Исследования в первую очередь связаны с использованием концентрированных потоков энергии, таких как электрический разряд в жидкости и энергия сжатого газа.
Разработал методику расчета универсальных камер; выявил закономерности пластического деформирования металлов при нагружении; разработал оптимальные технологические режимы обработки материалов в зависимости от условий эффективного использования ударных волн, гидропотока и квазистатического давления. Также, Виктор Чачин исследовал процессы вибрационного шлифования и методы абразивной обработки в активных средах.
Опубликовал более 200 научных работ, в том числе 4 монографии. Также является автором 16 изобретений, некоторые из них запатентованы. Под его руководством защищено более 10 кандидатских диссертаций.
Являлся заместителем председателя секции по использованию импульсных нагрузок в технологии машиностроения Государственного Комитета Совета Министров СССР по науке и технике, активно участвовал в работе научных советов и редколлегий.

## Награды и премии
- Государственная премия БССР 1980 г. за исследование электроимпульсной обработки материалов, разработку комплекса прогрессивных технологий, создание специализированного оборудования и внедрение на заводах машиностроения.
- Награждён орденами Ленина (1986), Трудового Красного Знамени (1979), медалью.